# George Homoștean
George Homoștean (* 19. Juni 1923 in Deva, Kreis Hunedoara; † 21. Dezember 2016 in Alba Iulia, Kreis Alba) war ein rumänischer Politiker der Rumänischen Kommunistischen Partei PMR (Partidul Muncitoresc Român) und ab 1965 PCR (Partidul Comunist Român), der unter anderem zwischen 1978 und 1987 Innenminister war.

## Leben
George Homoștean arbeitete nach dem Schulbesuch zwischen 1939 und 1942 als Tagelöhner im Steinbruch von Pietroasa und war Absolvent der Schule für Reserveunteroffiziere, woraufhin er 1946 Feldwebel und Ausbilder der Gendarmerie im Kreis Bihor, Kreis Suceava sowie im Kreis Hunedoara war.  Im Oktober 1947 wurde er Mitglied der damaligen Rumänischen Kommunistischen Partei PdCR (Partidul Comunist din România) und besuchte zudem die Zentral Schule „Filimon Sârbu“ der Uniunea Tineretului Muncitor (UTM), des Jugendverbandes der PMR. 1948 wurde er Sekretär des PMR-Parteikomitees von Pietroasa sowie anschließend Organisator des Parteikomitees von Deva, ehe er 1949 Sekretär des Komitees der Uniunea Tineretului Muncitor (UTM), des Jugendverbandes der PMR, in Geoagiu war. Danach war er Instrukteur des UTM-Komitees im Kreis Hunedoara sowie danach 1950 Instrukteur und zuletzt Chef der Sektion Landwirtschaft des Zentralkomitees der UTM. 1953 wechselte er in Sektion Auswärtige Beziehungen des ZK der PMR, wo er für Kaderakten zuständig war. Anschließend war er von 1953 bis 1955 Instrukteur des PMR-Komitees im Kreis Hunedoara. Er absolvierte ein Studium an der Fakultät für Geschichte der Babeș-Bolyai-Universität Cluj sowie an der Sozial-Politischen Akademie „Stefan Gheorghiu“ in Bukarest. Danach war Chef der Kader-Sektion des Volksrates des Kreises Hunedoara sowie zwischen 1958 und 1965 Erster Sekretär des PMR-Komitees von Sebeș.
Daraufhin wurde Homoștean 1965 Sekretär für Landwirtschaft des PCR-Komitees des Kreises Hunedoare und fungierte im Anschluss zwischen Februar 1968 und dem 5. September 1978 als Erster Sekretär des PCR-Parteikomitees im Kreis Alba. Zugleich war er in Personalunion von Februar 1968 bis September 1978 Präsident des Exekutivkomitees des Volksrates des Kreises Alba. Auf dem Zehnten Parteitag der PCR (6. bis 12. Oktober 1969) wurde er Mitglied des Zentralkomitees (ZK) der PCR und gehörte diesem Gremium 24. November 1989 an. Zugleich wurde er 1969 Mitglied der Großen Nationalversammlung (Marea Adunare Națională) und gehörte dieser bis 1989 an. Während seiner Parlamentszugehörigkeit war er zwischen dem 22. März 1975 und dem 11. November 1978 Mitglied der Verteidigungskommission der Großen Nationalversammlung.
Am 5. September 1978 löste George Homoștean Teodor Coman als Innenminister (Ministru de Interne) ab und bekleidete dieses Ministeramt im Kabinett Mănescu II, Kabinett Verdeț I, Kabinett Verdeț II, Kabinett Dăscălescu I sowie im Kabinett Dăscălescu II bis zum 5. Oktober 1987, woraufhin Tudor Postelnicu seine Nachfolge antrat. Als Innenminister war er zugleich zwischen dem 4. September 1978 und dem 3. Oktober 1987 Mitglied im Verteidigungsrat der Sozialistischen Republik Rumänien (Consiliul Apărării al Republicii Socialiste România). Nach seinem Ausscheiden aus dem Ministerrat war er vom 19. Oktober 1987 bis zum 31. März 1989 Erster Vizepräsident des Exekutivkomitees des Volksrates des Kreises Hunedoara und war zeitweilig auch Mitglied des Nationalrates der Front der Demokratie und der sozialistischen Einheit FDUS (Frontului Democrației și Unității Socialiste). Am 26. April 1989 wurde er Botschafter in der Tschechoslowakei und verblieb in dieser Funktion bis zum Zusammenbruch des Kommunismus im Zuge der rumänischen Revolution am 22. Dezember 1989. 
Für seine langjährigen Verdienste wurde George Homoștean mehrfach ausgezeichnet und erhielt unter anderem 1959 den Stern der Volksrepublik Rumänien Fünfter Klasse (Ordinul Steaua Republicii Populare Române), 1961 den Orden der Arbeit Dritter Klasse (Ordinul Muncii), 1962 den Stern der Volksrepublik Rumänien Vierter Klasse, 1967 den Orden 23. August Vierter Klasse (Ordinul 23. August), 1966 den Orden Tudor Vladimirescu Fünfter Klasse (Ordinul Tudor Vladimirescu), 1971 den Orden der Arbeit Zweiter Klasse sowie 1981 den Orden 23. August Zweiter Klasse.